# Rio Betari
O Rio Betari é um rio brasileiro do estado de São Paulo, pertence à bacia do rio Ribeira de Iguape.                                                                          
O rio Betari nasce no município de Apiaí na localização geográfica, latitude 24º25'38" sul e longitude 48º42'04" oeste, a cerca de um mil e duzentos metros da rodovia estadual SP-250.

## Percurso
Da nascente segue em direção sudoeste (230º) do estado de São Paulo, após percorrer cerca de sete quilômetros desvia-se para sudeste (130º) e segue sempre bem paralelo a rodovia SP-165 não asfaltada que liga a localidade de Furnas a Iporanga.               

## Banha os municípios
Passa pelos municípios de: Apiaí e Iporanga e as localidades de Furnas e Betari.

## Afluentes
- Margem sul:
  - Não consta

- Margem norte:
  - Não consta

## Final
Em Iporanga bem próximo a cidade, se torna afluente do rio Ribeira isso é a mais ou menos dez quilômetros (em linha reta) da divisa com o Paraná, na localização geográfica, latitude 24º34'48" sul e longitude 48º36'40" oeste, o rio Ribeira por sua vez é afluente do rio Ribeira de Iguape em Registro. 

## Extensão
Percorre neste trajeto uma distância de mais ou menos 25 quilômetros.

## Referência
- Mapa Rodoviário do Estado de São Paulo - (2004) - DER